# Čistá u Horek
Čistá u Horek è un comune della Repubblica Ceca facente parte del distretto di Semily, nella regione di Liberec.